# دمیتری میریمانوف

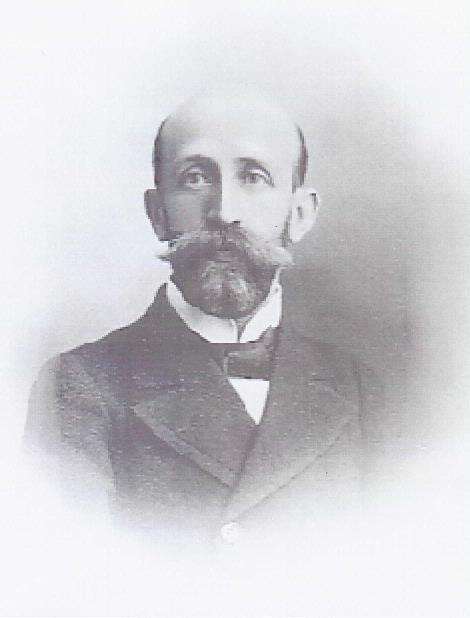
دیمیتری میریمانوف

دمیتری میریمانوف (ارمنی: [] Error: {{Lang}}: فاقد متن (راهنما); روسی: Дми́трий Семёнович Мирима́нов؛ زاده ۱۳ سپتامبر ۱۸۶۱ – درگذشته ۵ ژانویهٔ ۱۹۴۵) ریاضی‌دان ارمنی‌تبار اهل روسیه-سوئیس که مشارکت‌های برجسته‌ای در نظریه اصل موضوعی مجموعه‌ها و نظریه اعداد انجام داد.

## زندگی‌نامه
در ۱۳ سپتامبر ۱۸۶۱ در پرسلاول-زالسکیی به دنیا آمد. میریمانوف در سال ۱۸۹۷ به عضویت انجمن ریاضیدانان مسکو درآمد. وی در سال ۱۹۰۰ دکتری علوم ریاضیات را در ژنو کسب نمود و در دانشگاه‌های ژنو و لوزان تدریس می‌کرد. دمیتری میریمانوف در حدود سال ۱۸۸۵ با بانوی فرانسوی مالوینا ژنویو والنتیت آدریانسن  در نیس ملاقات نمود. این دو در ۲۵ اکتبر ۱۸۹۷ در ژنو با یکدیگر ازدواج نمودند و صاحب دو پسر شدند. میریمانوف در روز ۱۷ سپتامبر ۱۹۲۶ شهروندی سوئیس را کسب نمود. در ۵ ژانویهٔ ۱۹۴۵ در سن ۸۳ سالگی در ژنو درگذشت.

## توضیحات
1. ↑  Malvina Geneviève Valentine Adriansen